# Goodbye my lover, goodbye
Goodbye my lover, goodbye, als cover ook uitgebracht onder de titel Goodbye my love, is een lied van Robert Mosley uit 1963. Hij schreef het nummer samen met Lamar Simington en Leroy Swearingen.
Mosley bracht het nummer via Capitol Records op 22 april 1963 uit op de B-kant van zijn single Crazy 'bout my baby, die in New York was opgenomen. Eigenlijk zou het uitgebracht worden via Ludix Records, maar dat platenlabel verdween als sneeuw voor de zon. 
Vanaf 1965 werd het nummer verschillende malen gecoverd, door onder meer The Searchers, The Cats en Lulu. De Glitter Band had ook een hit met Goobye my lover, maar dat is een ander lied. 

## The Searchers
The Searchers brachten het nummer in 1965 uit op single als Goodbye my love. Op de B-kant verscheen Till I met you. Beide nummers verschenen hetzelfde jaar op de EP  Searchers '65. In Nederland werd het uitgebracht via Pye Records, gedistribueerd via Negram.

### Hitnoteringen
In de Nederlandse Top 40 bereikte het plaats 7 als hoogste notering en het bleef er bij elkaar 17 weken in staan. Ook in het Verenigd Koninkrijk verkocht het plaatje goed. Het stond elf weken genoteerd in de Britse top 50 met als hoogste plaats een vierde. In de Verenigde Staten stond het zeven weken genoteerd in de Billboard Hot 100, de hoogste plaats was 52. De hitparade gepubliceerd in Muziek Expres noteerde het 4 maanden (maandlijsten). Verder stond het tussen 1999 en 2004 vijf maal in de Top 2000 van Radio 2.

#### Nederlandse Top 40
| Hitnotering: 03-04-1965 t/m 15-10-65 | Hitnotering: 03-04-1965 t/m 15-10-65 | Hitnotering: 03-04-1965 t/m 15-10-65 | Hitnotering: 03-04-1965 t/m 15-10-65 | Hitnotering: 03-04-1965 t/m 15-10-65 | Hitnotering: 03-04-1965 t/m 15-10-65 | Hitnotering: 03-04-1965 t/m 15-10-65 | Hitnotering: 03-04-1965 t/m 15-10-65 | Hitnotering: 03-04-1965 t/m 15-10-65 | Hitnotering: 03-04-1965 t/m 15-10-65 | Hitnotering: 03-04-1965 t/m 15-10-65 | Hitnotering: 03-04-1965 t/m 15-10-65 | Hitnotering: 03-04-1965 t/m 15-10-65 | Hitnotering: 03-04-1965 t/m 15-10-65 | Hitnotering: 03-04-1965 t/m 15-10-65 | Hitnotering: 03-04-1965 t/m 15-10-65 | Hitnotering: 03-04-1965 t/m 15-10-65 | Hitnotering: 03-04-1965 t/m 15-10-65 | Hitnotering: 03-04-1965 t/m 15-10-65 |
| Week:                                | 1                                    | 2                                    | 3                                    | 4                                    | 5                                    | 6                                    | 7                                    | 8                                    | 9                                    | 10                                   | 11                                   | 12                                   | 13                                   | 14                                   | 15                                   | 16                                   | 17                                   |                                      |
| ------------------------------------ | ------------------------------------ | ------------------------------------ | ------------------------------------ | ------------------------------------ | ------------------------------------ | ------------------------------------ | ------------------------------------ | ------------------------------------ | ------------------------------------ | ------------------------------------ | ------------------------------------ | ------------------------------------ | ------------------------------------ | ------------------------------------ | ------------------------------------ | ------------------------------------ | ------------------------------------ | ------------------------------------ |
| Positie:                             | 21                                   | 19                                   | 14                                   | 13                                   | 12                                   | 12                                   | 11                                   | 9                                    | 10                                   | 10                                   | 8                                    | 7                                    | 12                                   | 18                                   | 22                                   | 27                                   | 26                                   | uit                                  |

#### Voorloper van de NederlandseSingle Top 100
| Positie: | 8 | 8 | 7 | 7 | 7 | 8 | uit |

#### NPO Radio 2 Top 2000
| Nummer met noteringen in de NPO Radio 2 Top 2000 | '99  | '00  | '01 | '02  | '03  | '04  |
| ------------------------------------------------ | ---- | ---- | --- | ---- | ---- | ---- |
| Goodbye My Love                                  | 1683 | 1711 | -   | 1625 | 1890 | 1941 |

1. ↑  Een '-' betekent dat het nummer niet was genoteerd en een vetgedrukt getal geeft de hoogste notering aan.
2. ↑  Deze tabel is bijgewerkt tot en met de laatste editie (2024).

## The Cats
Onder de titel Goodbye my love brachten The Cats het nummer in 1965 uit op de B-kant van hun eerste single Jukebox. De leadzanger was Cees Veerman en het nummer verscheen toen nog niet op een elpee. In 1972 zette Durlaphone het voor het eerst op een verzamelalbum, Collectors classics, waarop ook het andere eerste werk van The Cats is ondergebracht. In 2002 bracht EMI Music een versie op de cd/dvd-collectie The complete collection uit.
Durlaphone vermoedde in 1972 nog dat het nummer geschreven was door "Hamilton/Savoy", een verwijzing naar Eugene Robert Hamilton (artiestennaam Ronnie Savoy), eventueel daarbij geassisteerd door zijn broers Alphonso (alias Al Kent) en Robert (alias Bob Reeco). Samen met Freddy Pride vormden zij een tijd de soulformatie Nitecaps. Die vermelding op deze elpee is echter niet juist.